# Inmigración boliviana en Chile
La comunidad boliviana en Chile se ha incrementado de manera significativa durante los últimos años. El grupo más representativo es aquel que proviene del occidente boliviano, el cual se encuentra compuesto en su mayoría por indígenas de lengua quechua y aimara. Se desempeñan principalmente como comerciantes de artesanías y productos textiles. Los bolivianos se han concentrado principalmente en las comunidades de Santiago y Arica aunque hay importantes comunidades en todo el país. Hacia 2008, residían unos 20 000 bolivianos en Chile. De los 31 313 bolivianos residentes en ese país, el 25,74 % son potosinos; el 20,4 %, cruceños; el 18,52 %, paceños; el 13,62 %, cochabambinos, y el 10,73 %, orureños. En 2013 la cifra de inmigrantes bolivianos en Chile aumentó en un 115 % durante los últimos diez años al pasar de 11 649 personas a 25 151 ciudadanos, atraídos por las mejores condiciones laborales en Chile.

## Historia
Tras la guerra del Pacífico, Chile derrota la alianza Bolivia-Perú entre 1879 y 1883. Junto con perder los puertos de Antofagasta y Cobija. En estas zonas del norte de Chile, que fueron chilenizadas desde 1910, se mantuvieron relaciones principalmente de carácter económico, cultural e incluso familiar.

## Causas e impacto social
La principal causa de la emigración se produce por la atracción del mercado y por ausencia de oportunidades, especialmente por la atracción y demanda de empleos, en mejores condiciones salariales. Es en este contexto que uno de los atractivos destinos para la mano de obra boliviana es el vecino Chile, que en parte sustituye a los migrantes bolivianos oriundos de España y que, por la aguda crisis y recesión de su economía, ha generado un éxodo masivo de bolivianos que hoy se distribuyen en Bolivia y en Chile.
La agricultura, el comercio, el servicio doméstico y la construcción son las áreas de empleo que más ocupan los migrantes bolivianos, dado que las plazas no logran ser cubiertas por la fuerza laboral interna.
Además, los bolivianos encuentran en Chile mejores salarios que en su país de origen. Según estimaciones del asesor de hacienda, el promedio de ingresos de los trabajadores extranjeros, pasó de $234 000 en 2010 a $390 000 este año, y todo apunta a que el crecimiento económico permitía que estas proyecciones se mantengan.

## Demografía y estadísticas de la inmigración boliviana

### Bolivianos en Chile según los censos chilenos
| Bolivianos viviendo en Chile | Bolivianos viviendo en Chile | Bolivianos viviendo en Chile | Bolivianos viviendo en Chile | Bolivianos viviendo en Chile |
| Año                          | Bolivianos en Chile          | Variación Intercensal        | Censo de población           | Referencia                   |
| ---------------------------- | ---------------------------- | ---------------------------- | ---------------------------- | ---------------------------- |
| 1982                         | 6 298 bolivianos             | Sin cambios                  | Censo chileno de 1982        | [ 9 ]                        |
| 1992                         | 7 729 bolivianos             | 22,7 %                       | Censo chileno de 1992        | [ 9 ] [ 10 ]                 |
| 2002                         | 10 919 bolivianos            | 41,2 %                       | Censo chileno de 2002        | [ 10 ] [ 11 ]                |
| 2012                         | 25 151 bolivianos            | 130,3 %                      | Censo chileno de 2012        | [ 12 ] [ 13 ]                |
| 2017                         | 73 722 bolivianos            | 193,1 %                      | Censo chileno de 2017        | [ 1 ]                        |

| Gráfica histórica de la inmigración boliviana en Chile (Según los censos de población de Chile) |
| ----------------------------------------------------------------------------------------------- |
|                                                                                                 |

Bolivianos viviendo en Chile según los Censos de 1982, 1992, 2002, 2012 y 2017 
  y sus estimaciones intercensales
Fuente: Instituto Nacional de Estadística de Bolivia

#### Distribución por Regiones
| Cantidad de Bolivianos viviendo en Chile distribuidos por Regiones según el censo chileno de población de 2017 | Cantidad de Bolivianos viviendo en Chile distribuidos por Regiones según el censo chileno de población de 2017 | Cantidad de Bolivianos viviendo en Chile distribuidos por Regiones según el censo chileno de población de 2017 | Cantidad de Bolivianos viviendo en Chile distribuidos por Regiones según el censo chileno de población de 2017 |
| Puesto | Región | Censo Chileno de 2017                                                                                          | Porcentaje |
| --- | --- | --- | --- |
| 1° | Antofagasta | 24 063 | 32,64 % |
| 2° | Tarapacá | 19 375 | 26,28 % |
| 3° | Metropolitana de Santiago                                                                                      | 14 478 | 19,63 % |
| 4° | Arica y Parinacota                                                                                             | 7 777 | 10,54 % |
| 5° | Atacama | 2 819 | 3,82 % |
| 6° | Valparaíso | 1 788 | 2,42 % |
| 7° | Coquimbo | 1 307 | 1,77 % |
| 8° | O'Higgins | 866 | 1,17 % |
| 9° | Maule | 341 | 0,46 % |
| 10° | Biobío | 303 | 0,41 % |
| 11° | Araucanía | 156 | 0,21 % |
| 12° | Los Lagos | 140 | 0,19 % |
| 13° | Ñuble | 137 | 0,18 % |
| 14° | Los Ríos | 85 | 0,11 % |
| 15° | Magallanes y la Antártica                                                                                      | 66 | 0,09 % |
| 16° | Aysén | 21 | 0,02 % |
| TOTAL BOLIVIANOS                                                                                               | TOTAL BOLIVIANOS                                                                                               | 73 722 | Chile |
| Fuente: Instituto Nacional de Estadísticas (INE) y Departamento de Extranjería y Migración (DEM)               | | | |

### Bolivianos en Chile según el censo boliviano

#### Departamento de procedencia
| Cantidad de Bolivianos viviendo en Chile según su Departamento de origen donde nació | Cantidad de Bolivianos viviendo en Chile según su Departamento de origen donde nació | Cantidad de Bolivianos viviendo en Chile según su Departamento de origen donde nació | Cantidad de Bolivianos viviendo en Chile según su Departamento de origen donde nació |
| Puesto                                                                               | Departamento                                                                         | Censo Boliviano de 2012                                                              | Porcentaje                                                                           |
| ------------------------------------------------------------------------------------ | ------------------------------------------------------------------------------------ | ------------------------------------------------------------------------------------ | ------------------------------------------------------------------------------------ |
| 1°                                                                                   | La Paz                                                                               | 8 371                                                                                | 28,78 %                                                                              |
| 2°                                                                                   | Santa Cruz                                                                           | 6 617                                                                                | 22,75 %                                                                              |
| 3°                                                                                   | Cochabamba                                                                           | 4 343                                                                                | 14,93 %                                                                              |
| 4°                                                                                   | Oruro                                                                                | 3 399                                                                                | 11,68 %                                                                              |
| 5°                                                                                   | Potosí                                                                               | 2 808                                                                                | 9,65 %                                                                               |
| 6°                                                                                   | Chuquisaca                                                                           | 1 629                                                                                | 5,60 %                                                                               |
| 7°                                                                                   | Beni                                                                                 | 1 474                                                                                | 5,06 %                                                                               |
| 8°                                                                                   | Tarija                                                                               | 361                                                                                  | 1,24 %                                                                               |
| 9°                                                                                   | Pando                                                                                | 79                                                                                   | 0,27 %                                                                               |
| TOTAL BOLIVIANOS                                                                     | TOTAL BOLIVIANOS                                                                     | 29 081                                                                               | Chile                                                                                |
| Fuente: Instituto Nacional de Estadística (INE)                                      |                                                                                      |                                                                                      |                                                                                      |

| Gráfica histórica de la inmigración boliviana en Chile por Departamento de Procedencia (Según el censo de Bolivia de 2012) |
| --- |
| |

## Estadísticas
Las personas inmigrantes bolivianas mayoritariamente llegan a trabajar a ciudades como Calama o Iquique, atraídos por las posibilidades de trabajo, ya sea en la minería o en el sector servicios que se ha desarrollado a partir del auge minero. Pareciera ser que esta última es la que más se ha incrementado en ciudades como Calama.

### Trata de personas

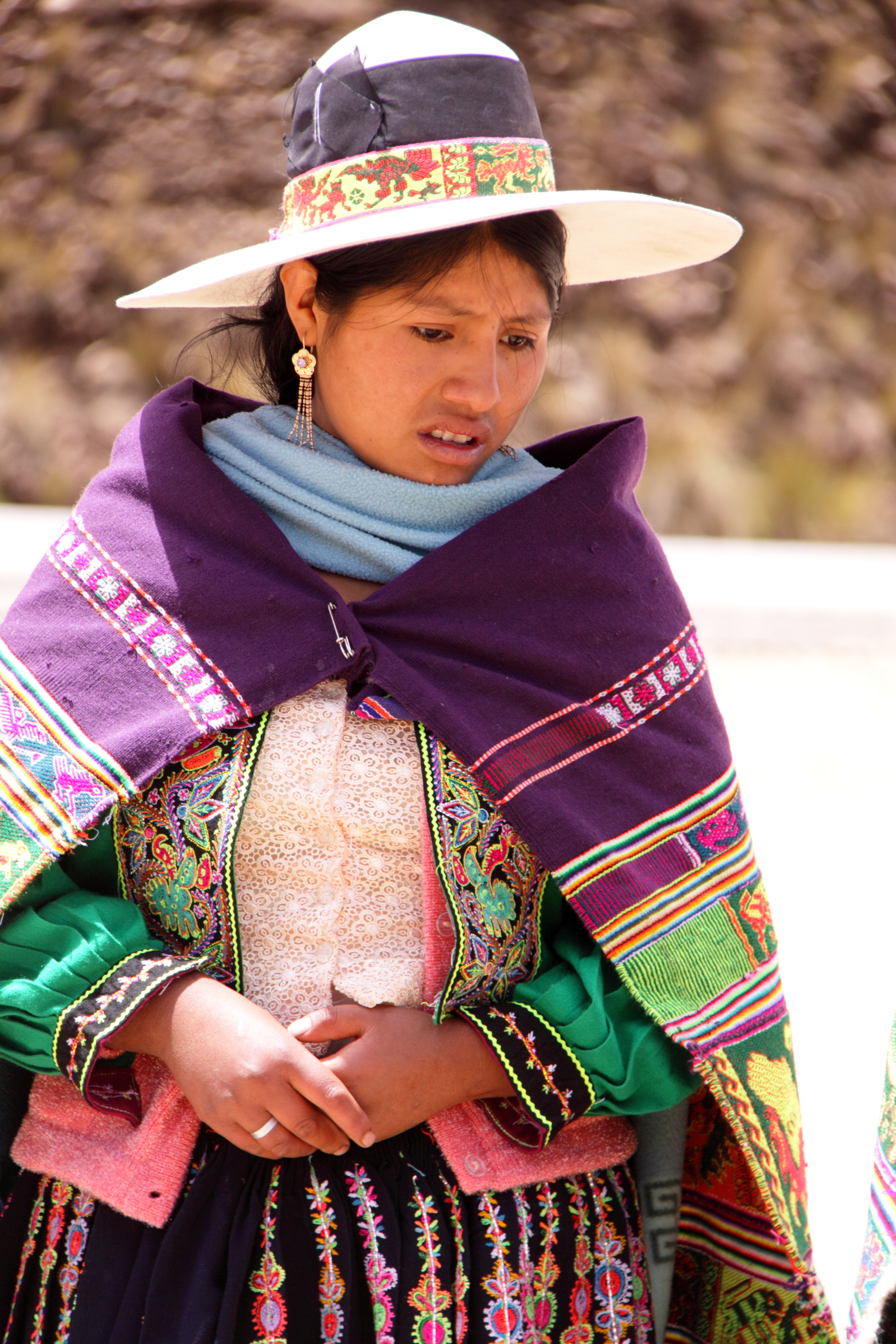
Mujer de Tapacarí.

Estudios de la OIM en esta región han detectado la presencia de redes de trata y tráfico que trasladan por tierra a personas provenientes de Perú o Bolivia con el fin de explotarlas en el lugar, en la región o en otros destinos del país. La OIM (2008) identificó en Chile a 147 víctimas de trata, y el 87,8% correspondió a víctimas de origen extranjero, especialmente provenientes de China, Paraguay, Perú, Bolivia y Colombia.

### Población
En Bolivia no se cuenta con un registro de cuántos bolivianos viven fuera, pero aproximadamente se cree que son 3.000.000 de personas que han emigrado por la precaria situación económica de su país. De acuerdo con los datos censales de 1907, la población total extranjera en el país era de 134 524 (4,1 % de la población nacional). De ellos, el 20 % correspondía a extranjeros de origen peruano y el 16 % a extranjeros de origen boliviano, los que se concentraban en la zona minera del norte de Chile. De acuerdo con González Pizarro (2010), en Antofagasta (norte del país) la población extranjera llegó a representar en pleno auge del salitre, el 20 % de la población total de la región, y de ello, el 40 % correspondía a migrantes de origen boliviano. Hacia 1930, la población boliviana y peruana se había reducido a más de la mitad respecto de 1920 (González, 2010).
En el censo de 1992, el número de inmigrantes provenientes de Colombia y Ecuador y su porcentaje respecto del total de la migración se incrementó levemente, en cambio los nacionales de Bolivia y Brasil, pese al aumento en el número de inmigrantes, se redujo su porcentaje respecto del total. La participación de la inmigración boliviana, ecuatoriana y colombiana
experimentaría, de acuerdo con el DEM, un leve incremento respecto de los datos censales de
2002 (6,8 %; 5,4 % y 3,7 % respectivamente). Respecto de la antigüedad migratoria, los registros censales indican que las migraciones más antiguas son las de origen europeo y dentro de las de origen latinoamericano, la peruana y boliviana. Al observar los datos del censo de población 2002, un poco más del 60% de la migración de origen peruana y boliviano llegó antes de 1995.
En 2002, los migrantes con mayor presencia dentro del país eran los provenientes de Chile (26 %), seguidos por los provenientes de Perú (20 %), Bolivia (6 %) y Ecuador (5 %). De acuerdo con el censo de población 2002, el 56 % de los inmigrantes Chilenos tiene más de 10 años de escolaridad, en el caso boliviano es el 54 %, en el  ecuatoriano,  es un 77 % y en el peruano un 77 %. Para la población local chilena, el 49 % tiene sobre 10 años de estudio. En este mismo censo la migración peruana y ecuatoriana muestran una mayor concentración en la RM (77,9 % y 67,9 % respectivamente), mientras que la boliviana tiene una mayor presencia en el norte (46,2% de la migración boliviana reside en la región de Tarapacá).
En el año 2006, según los datos entregados por Extranjería, se encontraban en el país 14 716 bolivianos, lo que representa una variación porcentual entre 2002 y 2006 de un 35 %. El censo 2002 cifró el porcentaje de bolivianos en 5,92 %; la Casen 2009 en 8 % y el registro de residencias del DEM en 6,8 %. Otra información del DEM en 2010 dio que el porcentaje de mujeres bolivianas es de 53 %. Los datos más actualizados del Departamento de Extranjería y Migración (2010) indican que la boliviana es de 6,8 % (24.116). En determinados casos, como la migración peruana y boliviana, destaca la baja presencia de menores de 15 años, lo que acentúa la idea de una migración principalmente laboral. En cambio, en aquellos casos donde la migración se concentra en sectores más precarios del mercado laboral, se observa una ausencia significativa de niños y niñas. Los datos del DEM indican que en los casos de Perú y Bolivia, solo el 9,7 y el 13 % respectivamente corresponde a menores de 15 años.

### Regulación de visas y economía
En Bolivia el tema de la migración ha tomado importancia en el último tiempo por la gran emigración que ha registrado. Así es como en octubre de 2006 se informa que los pasaportes se habían agotado en La Paz, obligándose a otras ciudades a racionar su entrega. Además, entre enero y agosto de ese año se entregaron 116 438 pasaportes, cifra que en esos mismos meses del año 2005 había llegado a los 81 629.
El 30 de septiembre de 2005, Chile hizo un acuerdo con Bolivia, mediante resolución exenta N.º 4.775, a contar del 1 de octubre de 2005, en virtud del cual los turistas de nacionalidad boliviana pueden ingresar al país con su documento nacional de identidad. En octubre de ese año, se realizó en Bolivia una revisión de este acuerdo y se trató además el tema del costo de las visas sujetas a contrato, rebajándose el valor de US$350 a US$300 y pudiéndose rebajar más en la medida que Bolivia también disminuya sus valores. Por otro lado, la visa de residente estudiante quedó sin costo.
Debido a la migración irregular, mediante la regularización se otorgó una visa temporal y al cabo de un año las personas pudieron solicitar la visa definitiva, previa entrega de la documentación necesaria (contrato de trabajo y pago de previsiones entre otras) en Chile. La mayoría de los beneficiados, de acuerdo con el mismo informe, fueron peruanos (35 071), seguidos de bolivianos (6145), colombianos (2003), ecuatorianos (1958) y 2403 de otros países latinoamericanos (UDP, 2009) La visa otorgada permite residir y trabajar en Chile por un año, con posibilidades de prórroga por otro año en caso de que cumpla con los requisitos de la nacionalidad y no tener antecedentes penales (Martínez, 2011). La persona podrá solicitar la permanencia definitiva siguiendo el procedimiento establecido en la legislación. Este convenio no incluye a nacionales de Perú o Colombia, siendo ambos grupos un porcentaje significativo de la inmigración en el país.
Respecto de los países de origen de las remesas hacia Chile, el informe (Del Real y Fuentes 2011) señala los casos de Suecia, Canadá, Italia, Australia, Francia, Bolivia y Suiza no muestran una mayor variación en el porcentaje de participación de los giros hechos al país durante el período 2005‐2009. En relación con los montos promedio de dólares enviados a estos destinos para el período 2005‐2009, después de Perú se ubica Colombia con montos promedio de 232 dólares estadounidenses, Ecuador (250 dólares estadounidenses); Bolivia (320 dólares estadounidenses) y Argentina (331 dólares estadounidenses).

## Personas destacadas

### Chilenos destacados descendientes de bolivianos

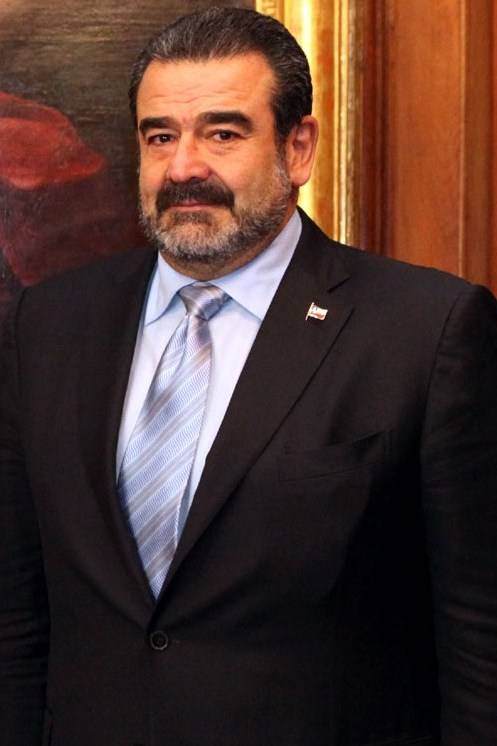
Andrónico Luksic Craig, empresario chileno descendiente del prócer boliviano Eduardo Abaroa Hidalgo

- Olivia Alarcón, baterista de la banda Golem
- Marco Enríquez-Ominami, político
- Andrónico Luksic Abaroa, empresario
- Andrónico Luksic Craig, empresario
- Guillermo Luksic Craig, empresario

### Residentes bolivianos en Chile
- Carlos Mamani, uno de los 33 mineros rescatados del Derrumbe de la mina San José.
- Luis Romero Strooy, ingeniero y empresario chileno, exsuperintendente de Salud de Chile, nacionalizado chileno.
- Ángel Torrez, bailarín.